# 고창군의 지질

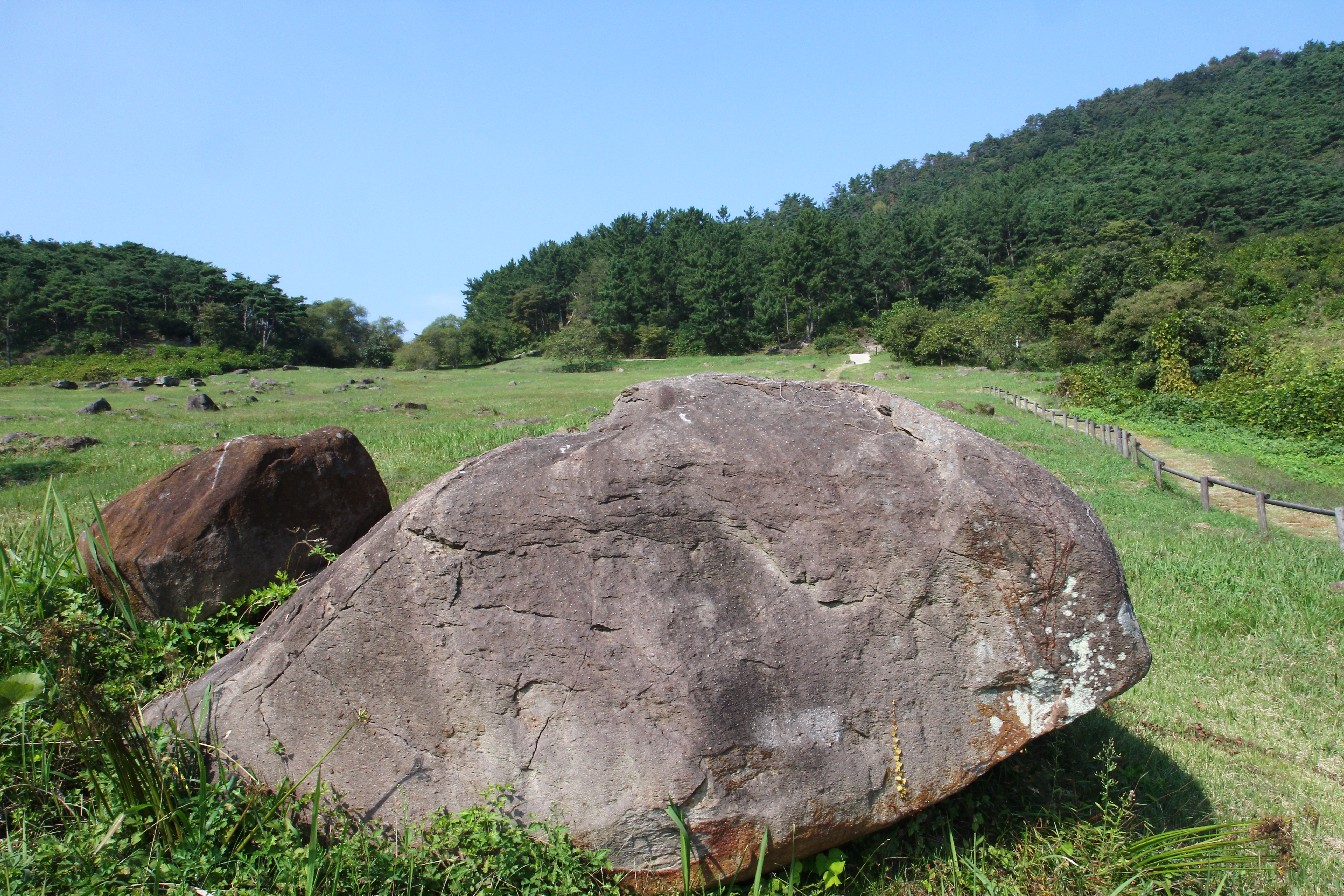
고창 죽림리 지석묘군

본 문서에서는 전북특별자치도 고창군의 지질에 대해 설명한다.

## 개요
고창군은 지체 구조적으로 옥천 습곡대의 남서부에 위치하지만 고창군의 지질은 대부분 중생대에 관입한 화강암으로 구성되어 있다. 화강암은 침식에 약해 고창군에서 넓은 평야 지대를 형성하고 있다. 고창군 서부 지역에는 선캄브리아기에 형성된 편암, 화강 편마암이 분포하며 신원면, 아산면, 부안면 일대에는 중생대 백악기에 형성된 화산암류가 분포한다.

## 선캄브리아기
선캄브리아기에 형성된 암석은 고창군 서부의 상하면, 해리면, 그리고 송림산과 장사산을 중심으로 그 주변에 분포한다.

### 편암
편암(PCEsch; Precambrian schist)은 고창 지역의 최하부 기반암이며, 고창군 동부 고수면 두평리 지역에 조금, 고창군 서부 해리면과 공음면 일대에 송림산을 중심으로 그리고 조지산을 중심으로 분포한다. 고창 지역의 편암류는 인접한 영광 지역의 영광 지질도폭(1985)에서 시대 미상의 옥천계 암석으로 기재한 바 있으나, 이들 편암류가 상당히 높은 변성 작용을 받았고 화강암질 편마암에 의해 관입된 양상으로 보아 옥천계 암석 보다는 오래된 암석으로 생각되어 선캄브리아 암석으로 설정되었다.

### 화강암질 편마암
화강암질 편마암(PCEgrgn; Precambrian granite gneiss)은 엽리의 발달이 우세한 전형적인 미그마타이트의 특성을 보이며, 기질은 대부분이 흑운모가 우세한 흑운모 편암과 유사하나, 광범위한 화강암질 물질의 유입에 의한 화강암화 작용이 우세하게 관찰된다. 이 암석은 고창군 동부 고창읍 동남부의 노동리, 내동리 동부, 화산리, 월산리 서부 및 고수면 상평리 일대에 그리고 고창군 서부 해리면 방축리, 왕촌리-상하면 검산리 경계, 송곡리 서부, 장사산 일대, 상하면 하장리-공음면 두암리 경계 지역에 서로 떨어져 분포한다.

### 각섬암
각섬암(PCEam)은 송림산 일대 지역 편암(PCEsch) 내에 소규모의 암맥상으로 산츨하며, 무장면 송계리 산정 부근에 비교적 큰 노두가 분포한다. 이 밖에 수 cm 두께의 소규모 암맥들은 편암의 엽리와 상호 조화적인 관계를 이루며 불연속적으로 발달한다.

## 중생대대보 화강암
중생대에 관입한 대보 화강암은 고창군에서 가장 넓은 지역을 차지하고 있다. 암상에 따라 엽리상 반상 화강암, 흑운모 화강암, 반상 화강암으로 구분된다.

### 엽리상 반상 화강암
대보 화강암 엽리상 반상 화강암(Jfpgr; Jurassic granite)은 김제-정읍-고창-영광 지역에 강하게 발달하는 후기 쥐라기 시대의 전단 운동과 밀접한 관련을 가지는 화강암 복합체의 가장 오래된 관입암체로 생각된다. 이 암석은 고창읍 북부 및 북동부 지역인 신월리, 성두리 북부 및 신림면 동부 일대에 주로 분포하며, 비교적 신선한 노두가 고창읍 신월리 및 신림면 자포리 일대에서 관찰된다. 이 암석은 엽리의 발달이 현저하며, 대부분이 정장석, 사장석, 석영으로 구성되어 있고, 전체적으로 정장석 반정(斑晶)이 특징적으로 나타나는 반상 조직을 보이는 조립(粗粒)의 화강암이다. 상대적으로 많은 양의 유색 광물을 포함하기 때문에 전반적으로 짙은색을 보이는 것이 특징이다.

### 흑운모 화강암
대보 화강암 흑운모 화강암(Jbgr; Jurassic biotite granite)은 대산면, 공음면 동부, 무장면, 성송면과 고수면의 북서부, 고창읍 중부, 아산면 남부, 부안면 운양리와 사창리 동부, 흥덕면, 성내면 등 고창군의 대부분 지역에 걸쳐 넓게 분포하고 있으며, 선캠브리아 변성암 및 엽리상반상화강암을 관입하고, 복운모화강암과 반상화강암에 의해 관입되어 있다. 또한 아산면-해리면 북부에서는 백악기 화산암체에 의해 피복되어 있다. 이 암석은 전반적으로 풍화에 약해 대부분 낮은 구릉지를 형성하며 선명한 노두는 거의 찾아볼 수 없다. 이 암석은 중립(中粒) 내지 조립의 균질한 괴상암체로서 주로 등립질의 암회색 석영 및 담회색 장석으로 구성되며, 유색광물로 흑운모를 포함한다. 흑운모 화강암의 저어콘에 대한 U-Pb 연대는 흑운모 화강암이 중기 쥐라기(Bajocian)인 1억 7천만년 전에 관입한 암체임을 지시한다.

### 반상 화강암
대보 화강암 반상 화강암(Jpgr; Jurassic granite)은 고창군 동부, 고창읍과 고수면, 성송면의 남동부 산악 지역에 분포하며 선캄브리아기의 편암(CPEsch) 및 화강 편마암(PCEgrgn)과 쥐라기의 흑운모 화강암(Jbgr)을 관입하고 있다. 이밖에 다수의 암주상(巖柱狀) 관입암체가 흑운모 화강암 분포지역에 나타나는데, 비교적 큰 규모의 암주(巖柱)가 해리면 고성리-무장면 송현리 경계 지역에 위치한 한제산, 무장면 신촌리-공음면 신대리의 왕제산(153 m), 무장면 신촌리-공음면 용수리-선동리 경계 지역, 무장면 옥산리의 월봉산(112.7 m), 무장면 고라리-옥산리-공음면 건동리 경계 지역, 아산면 성산리-무장면 원촌리-강남리 간 망치산(109.1 m), 송계면 반정리, 흥덕면 흥덕리의 배풍산(110.1 m) 등의 지역에 소규모 분포한다. 이 암석은 중심부를 따라 비교적 압쇄엽리가 잘 발달하는데 대체로 편암 포획체의 분포방향과 일치하는 엽리의 방향을 보인다. 반상 화강암 내에는 다수의 고철질 마그마 포획체가 흔히 관찰된다. 이 암석은 대부분이 조립질의 반상 화강암으로 정장석 반정이 특징적으로 관찰되며, 주로 정장석, 사장석, 석영으로 구성된다. 반상 화강암의 SHRIMP U-Pb 저어콘 연대는 167.2∼168.7 Ma (약 1억 6700만 년 전)로 중기 쥐라기(Bathonian)에 관입한 암체임을 지시한다.

### 세립 흑운모 화강암
세립 흑운모 화강암(Jfbgr)은 부안면 검산리에 위치한 수강산(287.3 m)을 중심으로 고창군 부안면 송현리, 봉암리, 수양리에 걸쳐 분포한다. 세립 흑운모화강암은 수 km 크기의 암주(巖柱)형으로 흑운모화강암과 반상화강암을 관입하고 선운산 화산암체의 기반암을 이루며, 흑운모 화강암과 반상 화강암에 비하여 상대적으로 험준하고 높은 능선을 형성한다. 주로 석영, 정장석, 사장석으로 구성되는 이 화강암은 담회색을 띠고 세립 내지 중립의 등립질 조직을 갖는 괴상의 암체이며, 상대적으로 흑운모 화강암 보다 세립이고 반상 화강암과 같은 반상 조직이 나타나지 않아 야외에서 다른 화강암과 쉽게 구별된다. 206Pb/238U 연대는 이 화강암이 중기 쥐라기(Bathonian)에 관입한 것임을 지시한다.

## 중생대백악기화산암
고창군 북부, 아산면 중·북부와 심원면 동부, 부안면 남서부 지역에는 선운산을 중심으로 응회암류와 유문암 등 화산암이 분포한다. 이 타원형의 화산암 분포지역은 화강암 평야 지대와 뚜렷히 구분되는 산악 지대를 구성하고 있어 위성 사진으로도 그 분포 지역을 알 수 있다. 고창군 동부, 신림면과 고창읍, 장성군의 경계 지역에는 방장산과 방문산을 중심으로 산악 지대에 '내장사 화산암체'라고 명명된 화산암류가 분포한다.
중생대 백악기에, 한반도는 유라시아판 아래로 섭입하는 해양판 이자나기판의 영향으로 인해 광역적인 좌수향의 주향이동 단층 운동을 받게 되었으며, 이에 수반하여 다수의 퇴적 분지 형성과 화산활동이 일어났다. 이러한 구조동시성 화산활동(syntectonic volcanism)은 다양한 조성의 그리고 수많은 화산 분출 작용에 의해 복잡한 화산쇄설암 및 용암류로 구성된 화산암체를 형성하였다. 
화산쇄설암, 용암류 그리고 관입암 등으로 구성된 선운산 화산암체와 부안군 변산반도 지역의 화산암들은 이 지역에 다양하고 복잡한 화산 분출 작용이 활발히 일어났고, 이들은 백악기 해양판의 섭입과 관련된 구조동시성 화산 활동의 산물로 판단된다. 비슷한 분출시기(약 88.7~84.9 Ma)에도 불구하고 각 화산암체간의 독립적인 암상 분포 양상은 여러 개의 독립적인 화산체가 존재하였음을 지시하며, 이는 후기 백악기에 이 지역이 광역적인 화산 지대(volcanic zone)를 형성하였던 것으로 판단된다.

### = 내장사 화산암체 응회암
장성군, 신림면, 고창읍의 경계 지역에 위치한 방문산(640 m)을 중심으로 분포하는 내장사 화산암체 응회암(Knt)은 신선한 노두에서는 회백색을 띠며 장석립과 석영립이 다량 함유되어 있으며, 풍화면에서는 담회색 내지 회백색을 띠는 경우가 많다. 본 암석의 하부에서는 안산암편(片) 혹은 셰일의 암편(巖片)을 소량 함유한다. 한편 이 응회암 내에는 적색의 셰일층 및 역암층인 퇴적암이 협재된다. 방문산 상원사 뒤편 노두에서 이 협재된 퇴적암이 관찰된다.

### 선운사 화산암체
선운산을 중심으로 분포하는 화산암체는 선운산 화산암체라 불린다. 선운사 화산암체는 장석반암(Ksfp), 경수산 응회암(Ksgt), 유문암(Ksrh), 용결응회암(Kswt), 소요산 응회암(Kssyt), 검산리 응회암(Ksgst), 연기제 응회암(Ksygt), 선운리 응회암(Kssut), 상등리 응회암(Kssdt), 굴치 응회암(Ksgct), 먹방제 응회암(Ksmt), 오산리 용결응회암(Ksowt), 용산리 유문암(Ksysr), 규장암(Ksf), 안산암(Kan) 등 여러 지층으로 구분된다. 경수산 응회암에서 분리된 저어콘에 대한206Pb/238U 연대는 84.9±1.0 Ma이며, 연기제 응회암에서 분리된 저어콘에 대한 206Pb/238U 연대는 86.5±1.7 Ma (약 8650만 년 전)으로 분출 시기는 백악기 후기 상파뉴절(Campanian)이다. 규장암에서 분리된 저어콘에 대한 206Pb/238U 연대는 84.9±1.0 Ma (약 8400만 년 전)이다.

## 단층
고창군에는 선캄브리아기 암석, 중생대 화강암류, 선운산 화산암체 내에 다수의 단층이 발달한다. 단층면들은 고각의 것이 대부분인데, 운동 성향은 정단층, 역단층 그리고 주향 이동 단층운동등의 다양한 움직임이 있었음이 나타난다. 선운사 화산암체 내에 있는 북북서, 북동 및 동-서 방향의 단층들은 화산 활동 중이나 혹은 화산 활동 이 후에 이 화산암체에 작용한 변형 운동이다. 지질 도폭에서는 단층의 이름은 정해져 있지 않으며, 지질도에 표시된 단층의 정보는 다음과 같다.
- 해리면 왕촌리-공음면 두암리 간 단층 : 북북서 주향에 중생대 흑운모 화강암을 절단하고 장사산 북동부의 선캄브리아기 화강암질 편마암 분포지역을 통과한다. 연장 4.7km
- 심원면 주산리-해리면 안산리 간 단층 : 선캄브리아기 화강암질 편마암, 선운사 화산암체 응회암을 절단하며 궁산저수지를 통과하는 남-북 주향의 단층이다. 이 단층을 따라 중생대 백악기의 산성맥암류가 관입하고 있다. 연장 3.8km
- 아산면 삼인리-무장면 삼화리 간 단층 : 선운사 화산암체 응회암과 선캄브리아기 편암 분포 지역, 해리면 면소재지 지역을 통과하는 북북동 주향의 단층이다. 연장 9.5km
- 아산면 삼인리-아산면 학전리 간 단층 : 선운사 화산암체 유문암을 절단하고 응회암 분포지역을 통과하는 북서 주향의 수직 단층이다. 연장 5.3km
- 아산면 계산리-아산면 학전리 간 단층 : 선운사 화산암체 유문암과 응회암을 절단하는 북동 주향의 단층이다. 연장 2.6km
- 아산면 반암리-아산면 상갑리 간 단층 : 선운산 화산암체 유문암과 응회암을 절단하는 북서 주향의 수직 단층이다. 남서측 지괴가 상승하고 북동측 지괴가 하강했다. 연장 7.0km
- 아산면 용계리 화시산-부안면 운양리 간 단층 : 선운산 화산암체 장석반암, 응회암, 유문암, 용결응회암을 절단하는 동-서 주향의 단층이다. 연장 1.7km
- 신림면 자포리-고창읍 율계리 간 단층 : 세곡삼거리 부근에서 율계리까지 이어지는 북동 주향의 단층이다. 연장 2.6km
- 고창읍 성두리-고창읍 화산리 간 단층 : 엽리상 반상 화강암과 흑운모 화강암 분포지역, 고창읍 소재지를 통과하고 선캄브리아기 화강암질 편마암을 절단하는 북북서 주향의 단층이다. 연장 6.6km
- 신림면 반룡리-고창읍 노동리 노동저수지 간 단층 : 엽리상 반상 화강암과 흑운모 화강암 분포지역을 통과하고 노동저수지 북측에서 중생대 흑운모 화강암과 선캄브리아기 화강암질 편마암 간 경계를 구성하는 북북동 주향의 단층이다. 연장 5.0km
- 고창읍 월암리-고창읍 석정리 간 단층 : 엽리상 반상 화강암과 흑운모 화강암 분포지역을 통과하는 동-서 주향의 단층이다. 이 단층 남측에 선캄브리아기 편암(PCEsch)이 분포한다. 연장 1.7km
- 부안군 고사포해수욕장-심원면 연화리 간 단층 : 부안군 변산면 고사포해수욕장에서 남남동쪽으로 지방도 제736호선과 일치하게 말재와 곰소만 해저를 지나 고창군 심원면 연화리 아산면으로 15km 이상 연장되는 북북서 주향의 이 단층은 고창군 심원면 월산리에서 고원생대 기반암 내에 북동-남서 방향으로 관입되어 있는 선운산 화산암의 규장암을 400m 가량 좌수향으로 수평 이격(離隔)시켰다. 규장암이 고각의 관입암이므로 단층의 실제 변위량(true displacement)은 최소한 수평 이격량(strike separation)인 400m 보다는 클 것이다. 연장 17.5km[1]
- 부안군 상서면 청림리-흥덕면 사천리 간 단층 : 상서면 청림리에서 곰소만 동부를 지나 선운산 나들목 부근까지 이어지는 북북서 주향의 단층이다. 연장 20.2km
- 부안면 상암리-부안면 검산리 간 단층 : 수강산 서측에서 계곡을 따라 발달하는 북북동 주향의 단층이다. 연장 5.0km

## 광산과 지하자원
고창 지역에는 쥐라기의 화강암류들이 많은 부분을 점하고 있어 화강암류와 관계된 고령토, 규사 및 규석이 등록된 광구이나 현재 가행하는 광산은 없다.
| 광산명          | 광종   | 소재지 | 생산량 (T)                                                  | 비고                                                                     |
| --------------- | ------ | ------ | ----------------------------------------------------------- | ------------------------------------------------------------------------ |
| 순흥 광산       | 고령토 | 해리면 | '94년 1,500 '95년 1,000 '96년 1,500 '97년 8,420 '98년 4,300 | 등록번호 : 66394, 67472, 67373, 67375                                    |
| 사성 고령토광산 | 고령토 | 신림면 | '94년 0 '95년 350 '96년 0 '97년 0 '98년 0                   | 등록번호 : 66194, 66615                                                  |
| 대륙 광산       | 고령토 | 고창읍 | '94년 0 '95년 0 '96년 0 '97년 2,600 '98년 1,000             |                                                                          |
| 호남 고령토광산 | 고령토 | 대산면 | '94년 15,000 '95년 6,000 '96년 4,000 '97년 0 '98년 3,700    | 등록번호 : 56169, 56171, 57259, 57296, 58475, 66604, 66605, 67607, 67821 |
| 황성-광승 광산  | 규사   | 해리면 | '94년 0 '95년 886 '96년 1,147 '97년 6,600 '98년 0           |                                                                          |
| 대한성산광산    | 규석   | 해리면 | '96년 1,701                                                 | 품위: SiO2 97.77% '폭:15-20m, 연장:500m                                  |

## 같이 보기
- 한국의 지질
- 부안군의 지질
- 군산시의 지질
- 익산시의 지질
- 고창군